# Pandanus sumatranus
Pandanus sumatranus är en enhjärtbladig växtart som beskrevs av Ugolino Martelli. Pandanus sumatranus ingår i släktet Pandanus och familjen Pandanaceae.
Artens utbredningsområde är Sumatera. Inga underarter finns listade.